# Влюблённые (карта Таро)

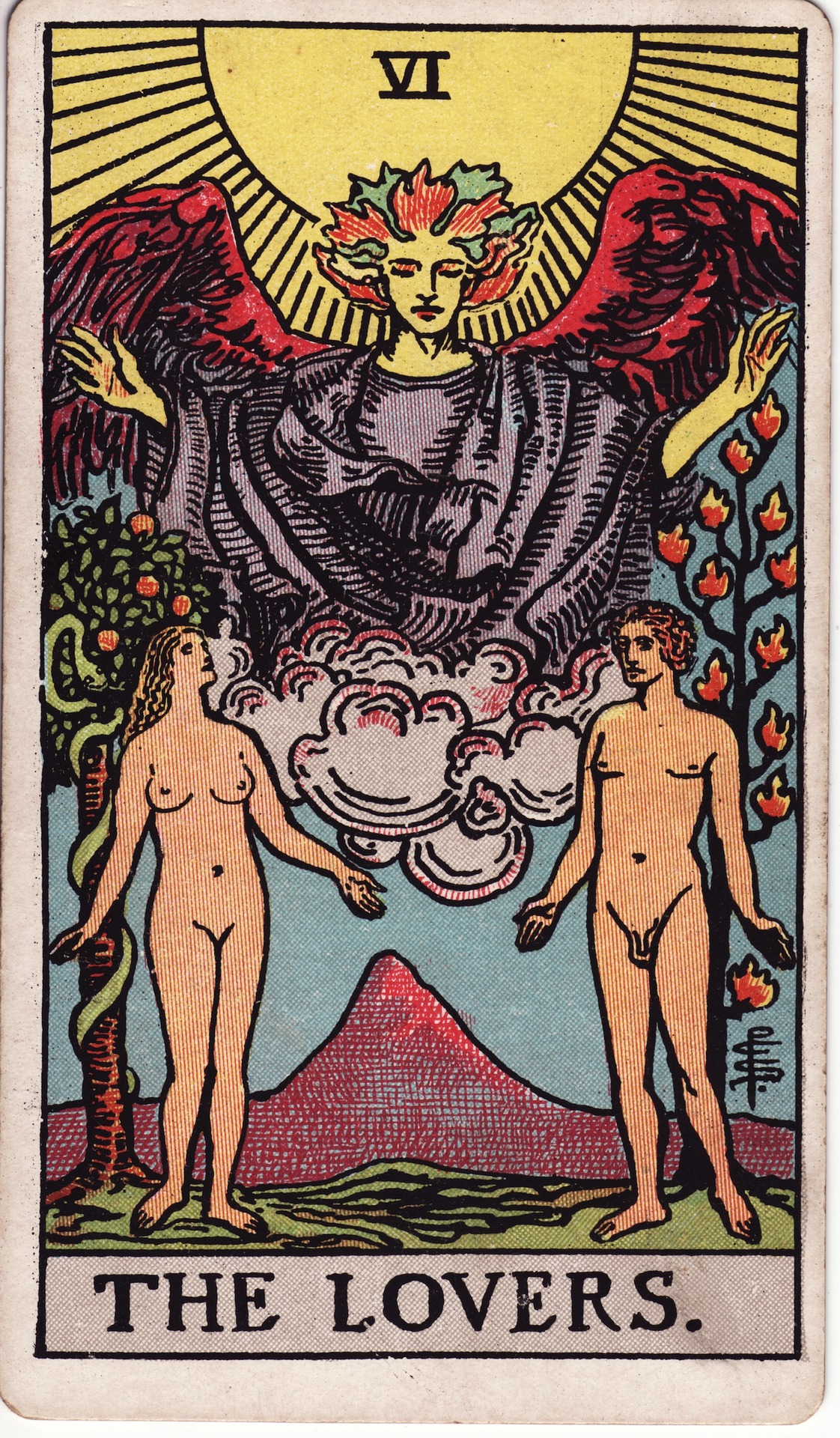
Таро Райдера — Уэйта

Влюблённые (Амур) — карта № 6 старших арканов колоды Таро.
На карте изображены люди разного пола. Над ними амур — ангел любви, и само название «любви» на латинских языках. В колоде Райдера-Уэйта на карте изображён Эдемский сад и обнажённые Адам и Ева. Над ними парит благословляющий ангел. Позади праматери — Древо познания, позади Адама — Древо жизни. Иногда изображается змей как символ искушения. В некоторых вариантах Таро изображается три фигуры — юноша и две девушки, невинная и обольстительная.
В колоде Висконти — Сфорцы изображены только мужчина и женщина. Между ними и выше их — фигура обнажённого мальчика с завязанными глазами, одна его рука поднята, в другой — длинная трость.
В Марсельском Таро изображены 3 человека, над ними крылатый ангел. Пол человечков помечен не ясно, возможно слева — влюблённая пара, а справа с благословляющим жестом — сват, один из родителей, или венчающий священник. Фламандское Таро Ванденборре (1780), Таро Ломбардии (1810) и Таро Карло Делло Рокка (1835): У амура появляется лук, пол влюблённых обозначен ясно, на венчающем изображена корона.
В Таро Райдера — Уэйта фигуры влюблённой пары обнажены и стилизованы в виде сюжета о Адаме и Еве в Райском саду, за женщиной (слева) изображено Древо райского сада со Змием и яблоками, за мужчиной (справа) изображено Древо жизни с 12 листьями. Между ними, посредине карты, вдали изображена крутая гора. Над вершиной горы облако, на котором Ангел, над которым Солнце. Ангел не имеет лука, его фигура изображена не амуром-мальчиком, а высокой и взрослой. Он делает благословляющий жест, заменяя этим фигуру венчающего священника, которая не изображается.
В Египетском Таро в сюжете появляется любовный треугольник — мужчину увлекают в разные стороны две женщины, облик одной из которых символизирует материальный род занятий, а облик второй — идейный.
Соответствия в классических колодах:
| Колода                                                | № | Буква иврита | Символ (астрология, стихия) | Оригинальное название |
| ----------------------------------------------------- | - | ------------ | --------------------------- | --------------------- |
| Таро Папюса                                           | 6 | ו            | Телец                       |                       |
| Таро Райдера-Уэйта                                    |   |              |                             | The Lovers            |
| Таро Тота                                             | 6 |              |                             | The Lovers            |
| Египетское Таро                                       |   |              |                             |                       |
| Марсельское Таро, Фламандское Таро Ванденборре (1780) |   |              |                             | L’amour, L’Amourex    |
| Таро Ломбардии (1810), Таро Карло делла Рокки (1835)  |   |              |                             | Gli Amanti            |